# 藤岡知夫
藤岡 知夫（ふじおか ともお、1935年（昭和10年） - 2022年（令和4年）3月25日）は日本の工学者、蝶類研究家。財団法人応用工学研究所理事長。工学博士。専門はレーザー工学、レーザー物理学。チャンネル桜番組審議委員。
東京府出身。父は物理学者藤岡由夫、祖父は国文学者藤岡作太郎。子は指揮者の藤岡幸夫。

## 経歴
- 1960年（昭和35年） - 慶應義塾大学工学部卒業。
- 1965年（昭和40年） - 慶應義塾大学大学院工学科博士課程修了。博士号取得。
- 1968年 （昭和43年）3月　慶應義塾大学　工学博士　「電子ビーム電位最小面の雑音低減効果に関する研究 」[1]
- 1971年（昭和46年） - 慶應義塾大学工学部助教授。
- 1979年（昭和54年） - 慶應義塾大学工学部教授に就任。
- 1990年（平成2年） - 東海大学開発技術研究所教授に就任。
- 1994年（平成6年） - 東海大学理学部物理学科教授に就任。
- 2000年（平成12年） - 財団法人応用光学研究所理事長に就任。
- 2009年（平成21年） - 3月に東海大学を退職。

## 蝶の研究
蝶類の研究家としても知られ、所蔵する標本は22万頭におよび、蝶に関する著作を多く出版している。
- 1963年（昭和38年） - 日本鱗翅学会・ヒマラヤ蝶蛾調査隊に参加。
- 1975年（昭和50年） - 273種7104頭を収録した『日本産蝶類大図鑑』を刊行。
- 1992年（平成4年） - 五十嵐邁らと共に日本蝶類学会を発足させた。
- 2010年現在、日本蝶類学会（フジミドリシジミ）副会長。